# كرسول رأس الرجاء
كرسول رأس الرجاء (الاسم العلمي:Crassula capensis) هو نوع نباتي يتبع جنس الكرسول من فصيلة الكرسولية.